# 50e cérémonie des Oscars
La 50e cérémonie des Oscars du cinéma, récompensant les films sortis en 1977, s'est déroulée le lundi 3 avril 1978 à 19h au Dorothy Chandler Pavilion à Los Angeles en Californie.

## Cérémonie
La cérémonie dura 3 heures 30 minutes et fut diffusée sur la chaîne ABC.
- Maître de cérémonie : Bob Hope[1]
- Producteur : Howard W. Koch
- Metteur en scène : Marty Pasetta
- Dialoguistes : William Ludwig et Leonard Spigelgass
- Régisseur : Hal Kanter
- Directeur musical : Nelson Riddle

## Le discours de Vanessa Redgrave
Vanessa Redgrave, lauréate de l'Oscar de la meilleure actrice dans un second rôle pour Julia de Fred Zinnemann, connue pour son activisme d'extrême-gauche, fit un discours passionné où elle défendit la cause palestinienne (elle avait d'ailleurs cette même année produit et narré un film documentaire sur le sujet) :
« Mes chers collègues, je vous remercie beaucoup pour cet hommage à mon travail. Je pense que Jane Fonda et moi-même avons effectué la meilleure prestation de notre carrière et cela en est en grande partie dû à notre réalisateur, Fred Zinneman. Je pense aussi que c'est parce que nous croyions et que nous croyons en ce que nous incarnions - deux des millions de personnes qui ont donné leur vie et étaient prêts à tout sacrifier dans leur lutte contre l'Allemagne nazie fasciste et raciste. Et je vous salue, et je vous rends hommage, et je pense que vous devriez être très fiers d'avoir tenu bon durant les dernières semaines, d'avoir refusé de céder à l'intimidation et aux menaces d'un petit groupe de truands Sionistes dont le comportement est une insulte aux Juifs du monde entier et à leurs grands et héroïques combats contre le fascisme et l'oppression. Et je salue ce combat et je salue tous ceux qui ont tenu bon et ont donné l'assaut final à cette période durant laquelle Nixon et McCarthy ont lancé une chasse aux sorcières mondiale contre ceux qui essayaient d'exprimer dans leur travail et dans leur vie la vérité en laquelle ils croyaient. Je vous salue et je vous remercie et je vous promets que je continuerai à lutter contre l'antisémitisme et le fascisme. »
À la suite de ce discours, des centaines de manifestants pro ou anti-palestiniens, dont certains brûlaient des effigies de Vanessa Redgrave, vinrent manifester devant le bâtiment. Il fallut une escouade de police pour les disperser. Plus tard durant la cérémonie, l'écrivain Paddy Chayefsky, présentateur de l'Oscar du meilleur scénario original, chercha à réfuter le discours de Vanessa Redgrave en ces termes :
« Avant de remettre l'Oscar du meilleur scénario, il y a un petit point que je voudrais aborder - du moins si je veux encore me regarder dans le miroir demain matin. Je voudrais dire, et ce n'est qu'une opinion personnelle bien sûr, que je suis fatigué et dégoûté de ces personnes qui profitent de la cérémonie des Oscars pour propager leur propre propagande personnelle. Je souhaite suggérer à madame Redgrave que son obtention d'un Oscar n'est pas un grand moment de l'histoire, qu'il ne nécessitait pas de déclaration et qu'un simple « merci » aurait suffi. »

## Palmarès
Les lauréats sont indiqués ci-dessous en premier de chaque catégorie et en gras.

### Meilleur film
- Annie Hall - Charles H. Joffe, producteur
  - Adieu, je reste (The Goodbye Girl) - Ray Stark, producteur
  - Julia - Richard Roth, producteur
  - La Guerre des étoiles (Star Wars ) - Gary Kurtz, producteur
  - Le Tournant de la vie - Herbert Ross et Arthur Laurents, producteurs

### Meilleur réalisateur
- Woody Allen pour Annie Hall[4]
  - Steven Spielberg pour Rencontres du troisième type (Close Encounters of the Third Kind)
  - Fred Zinnemann pour Julia
  - George Lucas pour La Guerre des étoiles
  - Herbert Ross pour Le Tournant de la vie

### Meilleur acteur
- Richard Dreyfuss pour le rôle de Elliot Garfield dans Adieu, je reste
  - Woody Allen pour le rôle de Alvy Singer dans Annie Hall
  - Richard Burton pour le rôle de Martin Dysart dans Equus de Sidney Lumet
  - Marcello Mastroianni pour le rôle de Gabriele dans Une journée particulière (Una giornata particolare) d'Ettore Scola (Italie)
  - John Travolta pour le rôle de Tony Manero dans La Fièvre du samedi soir (Saturday Night Fever) de John Badham

### Meilleure actrice
- Diane Keaton pour le rôle de Annie Hall dans Annie Hall
  - Anne Bancroft pour le rôle de Emma Jacklin dans Le Tournant de la vie
  - Jane Fonda pour le rôle de Lillian Hellman dans Julia
  - Shirley MacLaine pour le rôle de Deedee Rodgers dans Le Tournant de la vie
  - Marsha Mason pour le rôle de Paula McFadden dans Adieu, je reste

### Meilleur acteur dans un second rôle
- Jason Robards pour le rôle de Dashiell Hammett dans Julia[5]
  - Mikhail Baryshnikov pour le rôle de Yuri Kopeikine dans Le Tournant de la vie
  - Peter Firth pour le rôle de Alan Strang dans Equus
  - Alec Guinness pour le rôle de Obi-Wan Kenobi dans La Guerre des étoiles
  - Maximilian Schell pour le rôle de Johann dans Julia

### Meilleure actrice dans un second rôle
- Vanessa Redgrave pour le rôle de Julia dans Julia
  - Leslie Browne pour le rôle de Emilia Rodgers dans Le Tournant de la vie
  - Quinn Cummings pour le rôle de Lucy McFadden dans Adieu, je reste
  - Melinda Dillon pour le rôle de Jillian Guiler dans Rencontres du troisième type
  - Tuesday Weld pour le rôle de Katherine Dunn dans À la recherche de Mister Goodbar (Looking for Mr. Goodbar) de Richard Brooks

### Meilleur scénario original
- Woody Allen et Marshall Brickman pour Annie Hall
  - Neil Simon pour Adieu, je reste
  - Robert Benton pour The Late Show de Robert Benton
  - George Lucas pour La Guerre des étoiles
  - Arthur Laurents pour Le Tournant de la vie

### Meilleure adaptation
- Alvin Sargent pour Julia
  - Luis Buñuel et Jean-Claude Carrière pour Cet obscur objet du désir de Luis Bunuel (Espagne)
  - Peter Shaffer pour Equus
  - Gavin Lambert (en) et Lewis John Carlino pour Jamais je ne t'ai promis un jardin de roses (I Never Promised You a Rose Garden) d'Anthony Page
  - Larry Gelbart pour Bon Dieu ! (Oh, God!) de Carl Reiner

### Meilleure direction artistique
- John Barry, Norman Reynolds, Leslie Dilley et Roger Christian pour La Guerre des étoiles
  - George C. Webb (en) et Mickey S. Michaels (en) pour Les Naufragés du 747 (Airport '77) de Jerry Jameson
  - Joe Alves, Daniel A. Lomino (en) et Phil Abramson (en) pour Rencontres du troisième type
  - Ken Adam, Peter Lamont, Hugh Scaife (en) pour L'Espion qui m'aimait (The Spy Who Loved Me) de Lewis Gilbert
  - Albert Brenner et Marvin March (en) pour Le Tournant de la vie

### Meilleurs costumes
- John Mollo pour La Guerre des étoiles
  - Edith Head et Burton Miller (en) pour Les Naufragés du 747
  - Anthea Sylbert pour Julia
  - Florence Klotz (en) pour A Little Night Music d'Harold Prince
  - Irene Sharaff pour The Other Side of Midnight de Charles Jarrott

### Meilleure photographie
- Vilmos Zsigmond pour Rencontre du troisième type
  - Fred J. Koenekamp pour L'Île des adieux (Islands in the Stream) de Franklin J. Schaffner
  - Douglas Slocombe pour Julia
  - William A. Fraker pour À la recherche de Mister Goodbar
  - Robert Surtees pour Le Tournant de la vie

### Meilleur montage
- Paul Hirsch, Marcia Lucas et Richard Chew pour La Guerre des étoiles
  - Michael Kahn pour Rencontres du troisième type
  - Walter Murch et Marcel Durham pour Julia
  - Walter Hannemann (de) et Angelo Ross (de) pour Cours après moi shériff (Smokey and the Bandit) d'Hal Needham
  - William Reynolds pour Le Tournant de la vie

### Meilleurs effets visuels
- John Stears, John Dykstra, Richard Edlund, Grant McCune et Robert Blalack (en) pour La Guerre des étoiles
  - Roy Arbogast, Douglas Trumbull, Matthew Yuricich (en), Gregory Jein (en) et Richard Yuricich (en) pour Rencontres du troisième type

### Meilleur son
- Don MacDougall, Ray West, Bob Minkler et Derek Ball pour La Guerre des étoiles[6]
  - Robert Knudson, Robert Glass, Don MacDougall et Gene S. Cantamessa pour Rencontres du troisième type
  - Walter Goss (en), Rick Alexander, Tom Beckert (en) et Robin Gregory (en) pour Les Grands Fonds (The Deep) de Peter Yates
  - Robert Knudson, Robert Glass, Richard Tyler (en) et Jean-Louis Ducarme pour Le Convoi de la peur (Sorcerer) de William Friedkin
  - Theodore Soderberg (en), Paul Wells (en), Douglas O. Williams et Jerry Jost (en) pour Le Tournant de la vie

### Meilleure musique de film
Meilleure partition originale :
- John Williams pour La Guerre des étoiles
  - John Williams pour Rencontres du troisième type
  - Georges Delerue pour Julia
  - Marvin Hamlisch pour L'Espion qui m'aimait
  - Maurice Jarre pour Le Message (Al Al Risâlah) de Moustapha Akkad

Meilleure partition de chansons et adaptation musicale :
- Jonathan Tunick pour A Little Night Music
  - Al Kasha, Joel Hirschhorn et Irwin Kostal pour Peter et Elliott le dragon (Pete's Dragon) de Don Chaffey
  - Richard M. Sherman, Robert B. Sherman et Angela Morley pour The Slipper and the Rose

### Meilleure chanson
- Joseph Brooks pour You Light Up My Life' dans Un petit mélo dans la tête (You Light Up My Life) de Joseph Brooks
  - Al Kasha et Joel Hirschhorn pour Candle on the Water dans Peter et Elliott le dragon
  - Sammy Fain (musique) et Carol Connors et Ayn Robbins (en) (paroles) pour Someone's Waiting For You dans Les Aventures de Bernard et Bianca (The Rescuers) de Wolfgang Reitherman, Art Stevens et John Lounsbery
  - Richard M. Sherman et Robert B. Sherman pour The Slipper and the Rose Waltz (He Danced with Me/She Danced with Me) dans The Slipper and the Rose de Bryan Forbes
  - Marvin Hamlisch (musique) et Carole Bayer Sager (paroles) pour Nobody Does It Better dans L'Espion qui m'aimait de Lewis Gilbert

### Meilleur film en langue étrangère
- La Vie devant soi de Moshé Mizrahi •  France
  - Cet obscur objet du désir de Luis Buñuel •  Espagne
  - Iphigénie (Ιφιγένεια) de Michael Cacoyannis •  Grèce
  - Opération Thunderbolt (Operation Thunderbolt) de Menahem Golan •  Israël
  - Une journée particulière (Una giornata particolare) d'Ettore Scola •  Italie

### Meilleur documentaire
- Who Are the DeBolts? [And Where Did They Get 19 Kids?], produit par John Korty, Dan McCann et Warren Lockhart
  - The Children of Theatre Street, produit par Robert Dornhelm et Earle Mack (en)
  - High Grass Circus, produit par Bill Brind, Torben Schioler et Tony Ianzelo (en)
  - Homage to Chagall: The Colours of Love, produit par Harry Rasky
  - Union Maids, produit par Jim Klein, Julia Reichert et Miles Mogulescu

### Meilleur court métrage (prises de vues réelles)
- I'll Find a Way, produit par Beverly Shaffer (en) et Yuki Yoshida 
  - The Absent-Minded Waiter, produit par William E. McEuen
  - Floating Free, produit par Jerry Butts
  - Notes on the Popular Arts, produit par Saul Bass
  - Spaceborne, produit par Philip Dauber

### Meilleur court métrage (documentaire)
- Gravity Is My Enemy, produit par John C. Joseph et Jan Stussy 
  - Agueda Martinez: Our People, Our Country, produit par Moctesuma Esparza
  - First Edition, produit par Helen Whitney et DeWitt Sage
  - Of Time, Tombs and Treasures, produit par James R. Messenger et Paul Raimondi
  - The Shetland Experience, produit par Douglas Gordon

### Meilleur court métrage (animation)
- Le Château de sable, produit par Co Hoedeman
  - Bead Game (en), produit par Ishu Patel (en)
  - A Doonesbury Special, produit par John Hubley, Faith Hubley et Garry Trudeau
  - Jimmy the C, produit par Jimmy Picker, Robert Grossman (en) et Craig Whitaker

## Oscars spéciaux

### Oscars d'honneur
- Margaret Booth, « pour son exceptionnelle contribution à l'art du montage dans l'industrie cinématographique » (« for her exceptional contribution to the art of film editing in the motion picture industry. »)

### Oscars pour une contribution spéciale
- Frank E. Warner pour le mixage sonore de Rencontres du troisième type
- Benjamin « Ben » Burtt Jr. pour les effets sonores (création des voix d'extraterrestres, robots et créatures) de La Guerre des étoiles

### Irving G. Thalberg Memorial Award
- Walter Mirisch

### Jean Hersholt Humanitarian Award
- Charlton Heston

### John A. Bonner Medal of Commendation
- Gordon Sawyer et Sidney P. Solow en appréciation de leurs services rendus à l'Académie

## Oscars scientifiques et techniques
La cérémonie de remise des prix des Oscars scientifiques eut lieu le 28 mars 1978, dans la salle Versailles du Beverly Hotel.

### Oscars du mérite scientifique ou technique
- Garrett Brown et The Cinema Products Corp. Engineering Staff sous la houlette de John Jurgens pour leur invention de la Steadycam[7]

### Oscasr scientifique et d'ingénierie
- EECO (Electronic Engineering Co. of California) pour le développement d'un système d'enregistrement contrôlé
- Panavision pour la création de la caméra Panalite
- Piclear pour le développement d'un projecteur
- Bernhard Kuhl et Werner Block (OSRAM GmbH) pour le développement du HMI high-efficiency discharge lamp pour l'éclairage
- Ernst F. Nettman (Astrovision Division of Continental Camera Systems, Inc.) pour l'invention de la Snorkel Aerial Camera System

### Oscars pour une contribution technique
- Eastman Kodak Co. pour le développement d'un nouveau moyen de duplicata de pellicule
- Panavision, Inc. pour le concept et la fabrication de la Panaflex Motion Picture Camera
- John Dykstra, Alvah J. Miller et Jerry Jeffress pour le developpement de leur Dykstraflex Camera (Dykstra) et de leur Electronic Motion Control System (Miller/Jeffress)
- Joseph D. Kelley, Emory M. Cohen, Barry K. Henley, Hammond H. Holh et John Agalsoff Sr. (Glen Glenn Sound) pour le développement d'un système de post-production audio
- Paul Kenworthy et William R. Latady pour l'invention de la Kenworthy Snorkel Camera System
- Stefan Kudelski (Nagra Magnetic Recorders, Inc.) pour le développement du Nagra 4.2L sound recorder

## Statistiques

### Récompenses
7 Oscars
- La Guerre des étoiles

4 Oscars
- Annie Hall

3 Oscars
- Julia

2 Oscars
- Rencontre du troisième type

1 Oscar
- Adieu, je reste
- A Little Night Music
- Un petit mélo dans la tête
- 'La Vie devant soi

### Nominations multiples
11 nominations
- Julia
- Le Tournant de la vie
- La Guerre des étoiles

8 nominations
- Rencontres du troisième type

5 nominations
- Annie Hall
- Adieu, je reste

3 nominations
- Equus
- L'Espion qui m'aimait

2 nominations
- Une journée particulière
- Peter et Elliott le dragon
- The Slipper and the Rose
- Cet obscur objet du désir
- À la recherche de Mr. Goodbar
- Les Naufragés du 747
- A Little Night Music

## Commentaires
Le grand perdant de la soirée fut Le Tournant de la vie de Herbert Ross qui, malgré 11 nominations, ne reporta aucune récompense.